# Lap dance

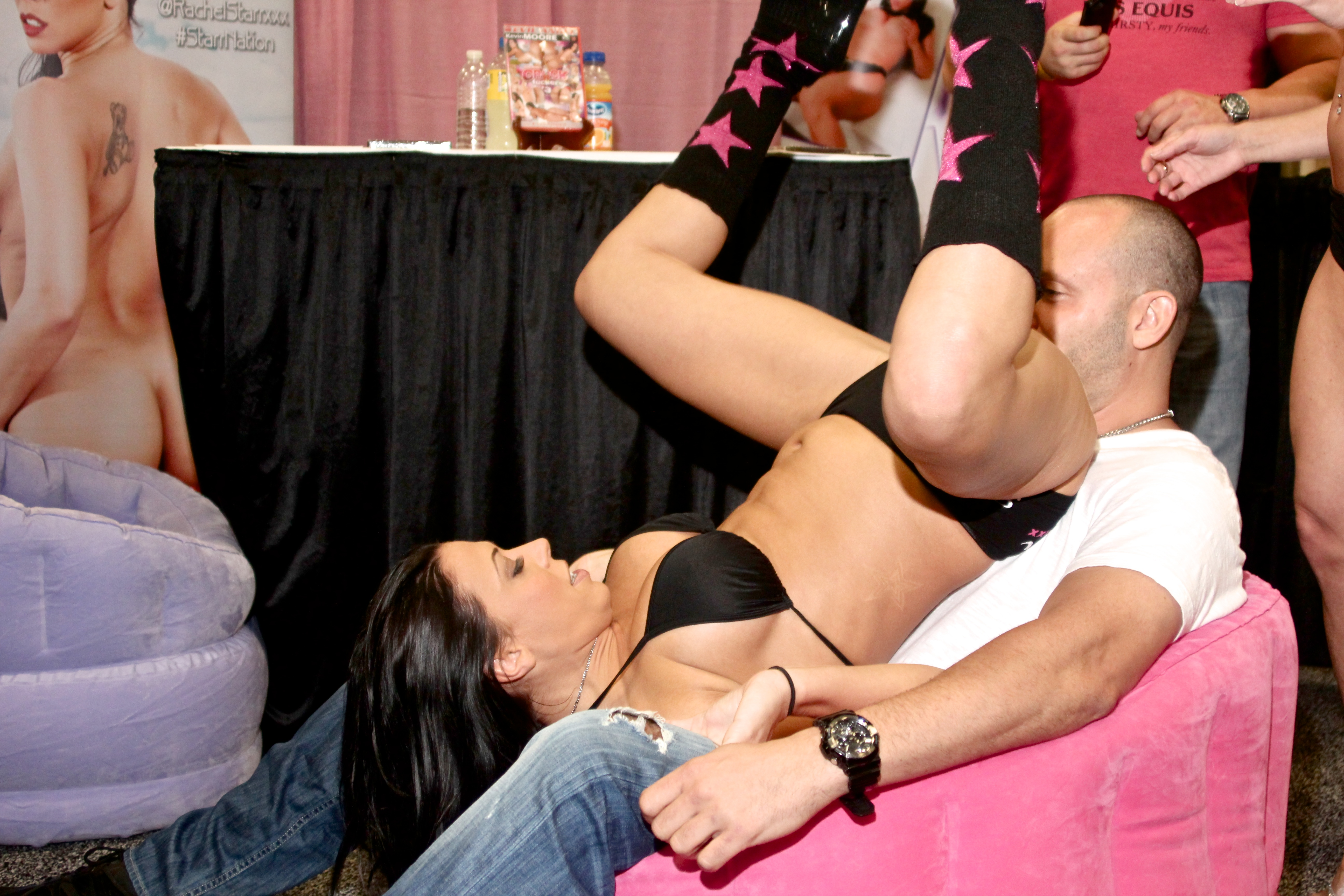
Esempio di lap dance

La lap dance (dal termine inglese lap cioè "grembo") è, nello specifico, una danza erotica, durante la quale lo spettatore, abitualmente maschile, è seduto e la ballerina si trova in contatto fisico con il basso ventre maschile (da cui il nome) o a breve distanza.

## Descrizione

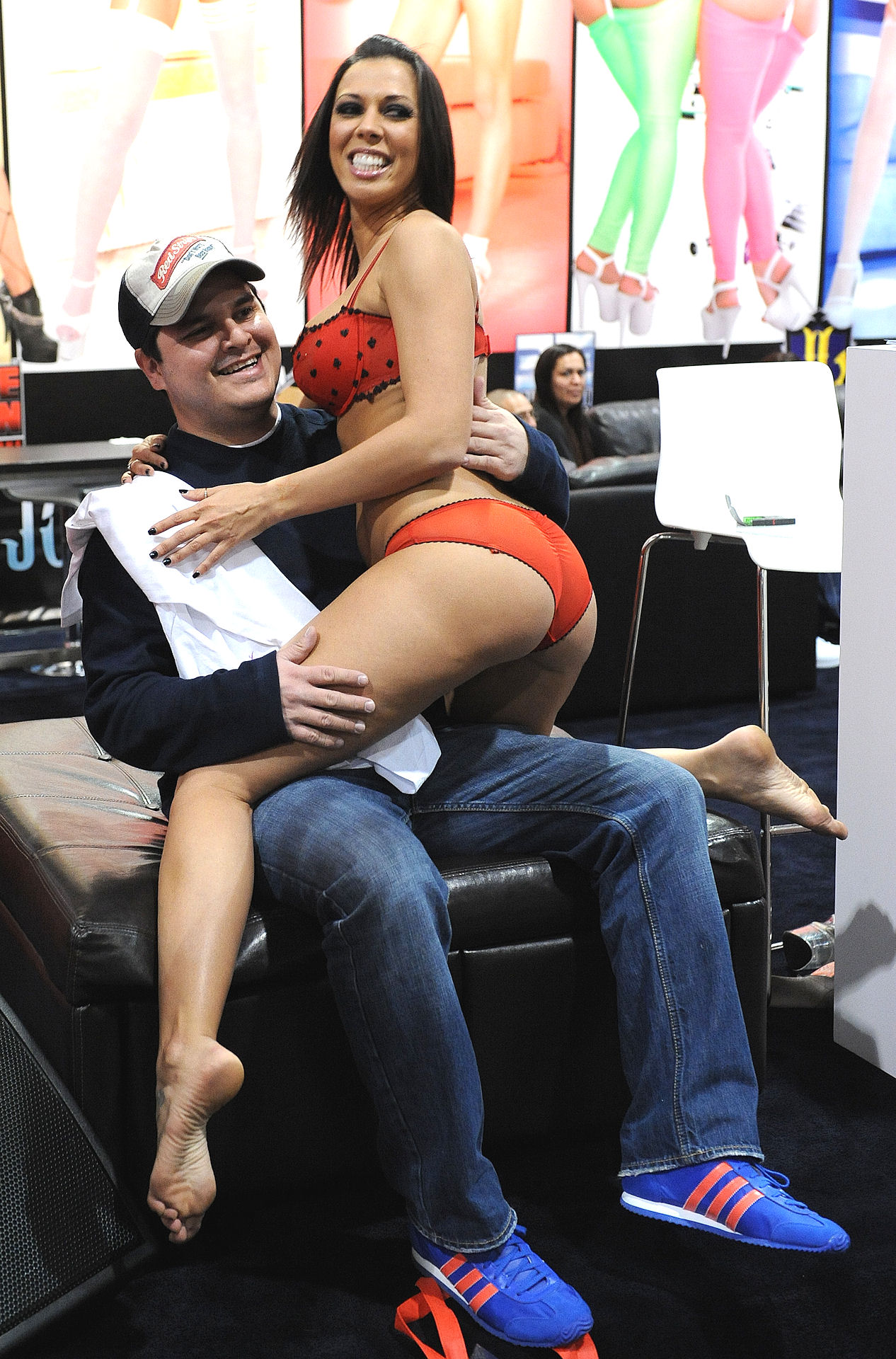
Una ballerina di lap dance danza sopra un uomo

Le ballerine di lap dance sono spesso, anche se non necessariamente, spogliarelliste. Questo tipo di danza prevede numerose varianti. Fra i due attori ci possono essere toccamenti reciproci, della ballerina nei riguardi dello spettatore e dello spettatore nei riguardi della ballerina.
In Italia il termine è tuttavia usato anche in maniera erronea per indicare un altro tipo di danza, la pole dance, in cui la ballerina compie evoluzioni artistiche spettacolari su una pertica situata su un palco.

## Legislazione

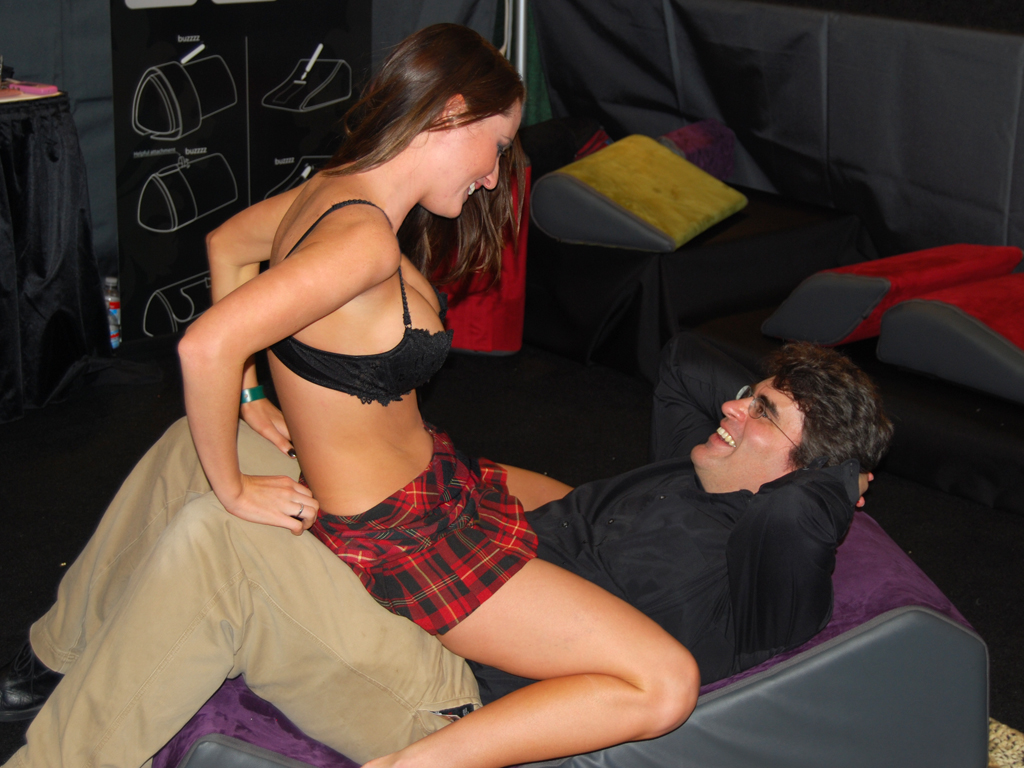

I limiti ai toccamenti sono definiti dalle leggi locali. In Italia una sentenza della Corte di cassazione, la n° 13039 del 21 marzo 2003, stabilisce che i palpeggiamenti da considerarsi fuorilegge sono quelli che «siano tali da produrre eccitazione in un soggetto normale», che però una sentenza di dicembre 2004 per fatti svoltisi in provincia di Teramo rende parzialmente legittimi purché con alcuni presupposti e partendo dal concetto di comune senso del pudore. La sentenza recita infatti: 
(Sentenza della terza sezione penale della Corte di Cassazione del dicembre 2004)
In molti locali in cui si pratica la lap dance è possibile anche assistere a "spettacoli privati" (privé) in cui la ragazza si spoglia in un ambiente riservato per un solo cliente e si lascia toccare, pur nel rispetto di certi limiti. Il cliente non può spogliarsi, per la ragazza è invece previsto generalmente il nudo integrale.

## I film
Parecchi film includono scene di lap dance: negli ultimi anni alcune pellicole sono state dedicate in particolar modo al tema; fra le altre si segnalano:
- Exotica (1994) del regista canadese Atom Egoyan.
- Showgirls (1995) del regista olandese Paul Verhoeven.
- Grindhouse - A prova di morte (2007) del regista statunitense Quentin Tarantino.
- Anora (2024) del regista statunitense Sean Baker.